# Cónclave de 1534
El cónclave papal de 1534 (11 de octubre - 13 de octubre) se convocó después de la muerte del papa Clemente VII y eligió como su sucesor al cardenal Alessandro Farnese, quien tomó el nombre de Pablo III.

## Candidatos al papado
Aunque varios cardenales eran considerados papables, se creía generalmente que el cardenal Alejandro Farnesio, decano del Sacro Colegio, tenía las mejores perspectivas para la elección. Ya contaba con el apoyo oficial del rey Francisco I de Francia y del cardenal Médici, líder del partido italiano, quien de esta manera materializó la voluntad de su tío Clemente VII, pero, al ser neutral, también era aceptable para la facción imperial. 
El emperador Carlos V declaró esta vez un desinterés total en el resultado de la elección papal, porque los dos últimos papas, Clemente VII y Adriano VI, a quienes había ayudado a obtener la tiara, defraudaron sus esperanzas. La gran ventaja del cardenal decano era su edad relativamente avanzada (66 años) y su mala salud. Esto indicaba que su pontificado sería muy breve, por lo que incluso aquellos cardenales, que tenían ambiciones papales (por ejemplo, Trivulzio), se inclinaron a votar por él, con la esperanza de que el próximo cónclave se celebrara en un futuro próximo.

## Elección de Pablo III
El cónclave comenzó el 11 de octubre, pero la primera asamblea electoral se celebró al día siguiente. El cardenal de Lorena, en nombre del rey de Francia, propuso oficialmente la candidatura de Farnesio, iniciativa que obtuvo de inmediato el apoyo de Trivulzio, líder de los italianos profranceses, y de los Médici, líder del partido italiano. 
El consenso de los imperialistas también se logró rápidamente, y por la tarde quedó claro que Alessandro Farnesio sería elegido por unanimidad. El 13 de octubre por la mañana se realizó un escrutinio formal, pero fue una mera formalidad: Farnesio recibió todos los votos excepto el suyo. Aceptó su elección y adoptó el nombre de Pablo III]]. El 3 de noviembre fue coronado solemnemente por el protodiácono Innocenzo Cibo.

## Participantes
El papa Clemente VII murió el 25 de septiembre de 1534. En el momento de su muerte, había cuarenta y seis cardenales, pero sólo treinta y cinco de ellos participaron en la elección de su sucesor.
Veinte electores fueron creados por Clemente VII y trece por León X. El cardenal decano Farnesio fue creado por Alejandro VI, mientras que el cardenal Lang von Wellenberg por Julio II.

## Ausentes
Once cardenales no participaron en este cónclave.
Siete ausentes eran criaturas de Clemente VII, tres de León X y uno de Julio II.

## Divisiones entre los cardenales
El Colegio Cardenalicio se dividió en tres facciones:
Partido italiano: agrupaba a diez cardenales italianos (Pucci, Salviati, Ridolfi, Medici, Cibo, Spinola, Grimaldi, Cupis, Cesi y Doria). Su líder era el vicecanciller Hipólito de' Medici, cardenal-sobrino de Clemente VII.
Partido francés: incluía a seis cardenales franceses y cinco italianos (Trivulzio, Sanseverino, Pisani, Gaddi y Palmieri). Los líderes de este partido eran De Lorraine y Tournon.
Facción imperial: incluía siete italianos (Piccolomini, Cesarini, Vincenzo Carafa, Ercole Gonzaga, Campeggio, Grimani y Accolti), así como dos cardenales españoles y dos alemanes.
Los cardenales Farnese, Ferreri y Cornaro fueron considerados neutrales.